# 細尾裸胸鱔
細尾裸胸鱔，又稱細尾裸胸鯙，為輻鰭魚綱鰻鱺目鯙亞目鯙科的其中一種，分布於太平洋區，從加羅林群島、馬里亞納群島至夏威夷群島、土阿莫土群島海域，棲息深度6-20公尺，體長可達32公分，為底棲性魚類，生活在潟湖、礁石區，屬肉食性，生活習性不明。

## 擴展閱讀
維基物種上的相關：細尾裸胸鱔